# Ајола (Висконсин)
Ајола (енгл. Iola) град је у америчкој савезној држави Висконсин.

## Демографија
По попису из 2010. године број становника је 1.301, што је 3 (0,2%) становника више него 2000. године.
| Група             | 2000.         | 2010.         |
| Белци             | 1.264 (97,4%) | 1.273 (97,8%) |
| Афроамериканци    | 3 (0,2%)      | 2 (0,2%)      |
| Азијати           | 3 (0,2%)      | 3 (0,2%)      |
| Хиспаноамериканци | 17 (1,3%)     | 15 (1,2%)     |
| Укупно            | 1.298         | 1.301         |